# Chris Hovan
Christopher James Hovan (Rocky River, 12 maggio 1978) è un ex giocatore di football americano statunitense che ha militato nel ruolo di defensive tackle nella National Football League (NFL).

## Carriera

### Minnesota Vikings
All'università Hovan giocò a football al Boston College. Fu scelto come venticinquesimo assoluto dai Minnesota Vikings nel Draft NFL 2000. Vi giocò per cinque stagioni disputando 77 partite, con 192 tackle e 17 sack.

### Tampa Bay Buccaneers
Il 1º aprile 2005 Hovan firmò con i Tampa Bay Buccaneers. Ebbe una prima stagione positiva con la squadra, aiutandola a vincere la NFC South e terminando con la miglior difesa della lega. Fu svincolato il 26 aprile 2010.

### St. Louis Rams
Il 9 luglio 2010 Hovan firmò con i St. Louis Rams. Il 6 agosto 2010 fu inserito in lista infortunati per un problema alla schiena, perdendo tutta la stagione.

## Palmarès
- PFWA All-Rookie Team - 2000